# WinDbg
WinDbg – debugger dla Microsoft Windows, rozpowszechniany bezpłatnie przez Microsoft. Może być używany do debugowania aplikacji w trybie user (ang. user mode), driverów i systemu operacyjnego w trybie kernel (ang. kernel mode). 
WinDbg może być zastosowany do debugowania zrzutów pamięci (ang. memory dump) wykonywanych przez system Windows w przypadku upadku systemu (ang. system crash) lub aplikacji (ang. user-mode crash dump). Tego rodzaju debugowanie jest nazywane debugowanie post mortem (ang. Post-mortem debugging).